# 아이유의 작품 목록
다음은 대한민국의 가수 아이유의  작품 목록이다.

## 영화
- 2012년 영화 《새미의 어드벤쳐 2》 ... 엘라 역 (목소리)
- 2017년 영화 《리얼》 ... 세러모니 가이드 역
- 2019년 영화 《페르소나》
- 2022년 영화 《브로커》 ... 소영 역
- 2023년 영화 《드림》 ... 이소민 역

## 드라마
- 2011년 KBS2 월화 미니시리즈 《드림하이》 ... 김필숙 역
- 2011년 SBS 1부작 수요 시트콤 《웰컴 투 더 SHOW》 ... (카메오 출연)
- 2012년 KBS2 월화 미니시리즈 《드림하이 2》 ... 김필숙 역 (우정출연)
- 2012년 SBS 10부작 금요 시트콤 《도롱뇽도사와 그림자 조작단》 ... (6회 카메오출연)
- 2013년 KBS2 주말연속극 《최고다 이순신》 ... 이순신 역
- 2013년 KBS2 수목 미니시리즈 《예쁜 남자》 ... 김보통 역
- 2015년 KBS2 금토 미니시리즈 《프로듀사》 ... 신디 역
- 2016년 SBS 월화 미니시리즈 《달의 연인 - 보보경심 려》 ... 고하진 / 해수 역
- 2018년 tvN 수목 미니시리즈 《나의 아저씨》 ... 이지안 역
- 2019년 tvN 주말 미니시리즈 《호텔 델루나》 ... 장만월 역
- 2025년 Netflix 오리지널 시리즈 《폭싹 속았수다》 ... 오애순 / 양금명 역
- 2026년 MBC 금토 미니시리즈 《21세기 대군 부인》 ... 성희주 역

## 텔레비전 쇼
| 제목                   | 연도    | 네트워크 | 역할              | 각주  |
| ---------------------- | ------- | -------- | ----------------- | ----- |
| 영웅호걸               | 2010–11 | SBS      | 출연              | [ 1 ] |
| 김연아의 키스 & 크라이 | 2011    | SBS      | 피겨스케이팅 선수 | [ 2 ] |
| 효리네 민박 (시즌 1)   | 2017    | JTBC     | 출연              | [ 3 ] |

## 사회
| 제목                    | 연도    | 네트워크   | 각주   |
| ----------------------- | ------- | ---------- | ------ |
| 아이유의 스타포유       | 2009    | MBC 게임   | [ 4 ]  |
| 곰tv 뮤직 차트 쇼 (GMC) | 2009-10 | 곰플레이어 | [ 5 ]  |
| 제28회 MBC 창작동요제   | 2010    | MBC        | [ 6 ]  |
| TV50년 예능로드         | 2011    | KBS 2TV    | [ 7 ]  |
| SBS 인기가요            | 2011-13 | SBS        | [ 8 ]  |
| 최강연승 퀴즈쇼 Q       | 2012    | MBC        | [ 9 ]  |
| SBS 가요대전            | 2012    | SBS        | [ 10 ] |
| 쟁반 릴레리송           | 2014    | KBS 2TV    | [ 11 ] |
| SBS 가요대전            | 2015    | SBS        | [ 12 ] |
| SBS 가요대전            | 2017    | SBS        | [ 13 ] |